# Iselin Steiro
Iselin Vollen Steiro (Harstad, 15 settembre 1985) è una modella norvegese.

## Carriera
Iselin Steiro viene scoperta nel 1999 mentre si trovava a Londra con la propria famiglia, tuttavia la sua carriera nel mondo della moda inizia solo nel 2003, quando dopo essersi trasferita a New York, debutta sulle passerelle di Prada, Donna Karan e Calvin Klein.
Nei periodi successivi Iselin Steiro lavora per numerosi altri stilisti (tra l'altro aprendo le sfilate newyorchesi di Calvin Klein al posto della "veterana" Natal'ja Vodjanova) e compare sulle copertine di French', D La Repubblica delle donne, Flair, Vogue, Harper's Bazaar, Henne, Tique ed Elle. Nonostante la popolarità acquisita, nel 2007 la modella decide di tornare a vivere in Norvegia per poter studiare architettura e lavorare come modella solo sporadicamente.
Nel 2010, durante la settimana della moda di New York Iselin Steiro ritorna a calcare le passerelle sfilando per venti stilisti fra cui Marc Jacobs, Anna Sui, Rodarte, Proenza Schouler, Phi, Carolina Herrera, Michael Kors, Alexander Wang, Tommy Hilfiger, a cui si aggiungeranno in seguito Balenciaga, Valentino, Chanel, Givenchy, Stella McCartney, Isabel Marant, Céline, Chloe e Nina Ricci.
Nel corso della sua carriera è stata protagonista delle campagne pubblicitarie di Adidas, Jill Stuart, Hugo Boss, Just Cavalli, Balenciaga, Gucci, Dolce & Gabbana, Versace, Valentino, Chanel, Missoni, Mulberry, Lanvin e Jil Sander.

## Agenzie
- Team Models - Norvegia
- Women Management - New York, Parigi, Milano
- FM Model Agency